# Marcos de Lima
Marcos Fernando de Lima Castro, noto semplicemente come Marcos de Lima (10 giugno 1997), è un calciatore boliviano, attaccante del Wilstermann.

## Carriera

### Club
Ha giocato nella prima divisione boliviana.

### Nazionale
Con la nazionale Under-20 boliviana ha preso parte al Sudamericano Under-20 2017 disputando due incontri.